# いづろ高速バスセンター

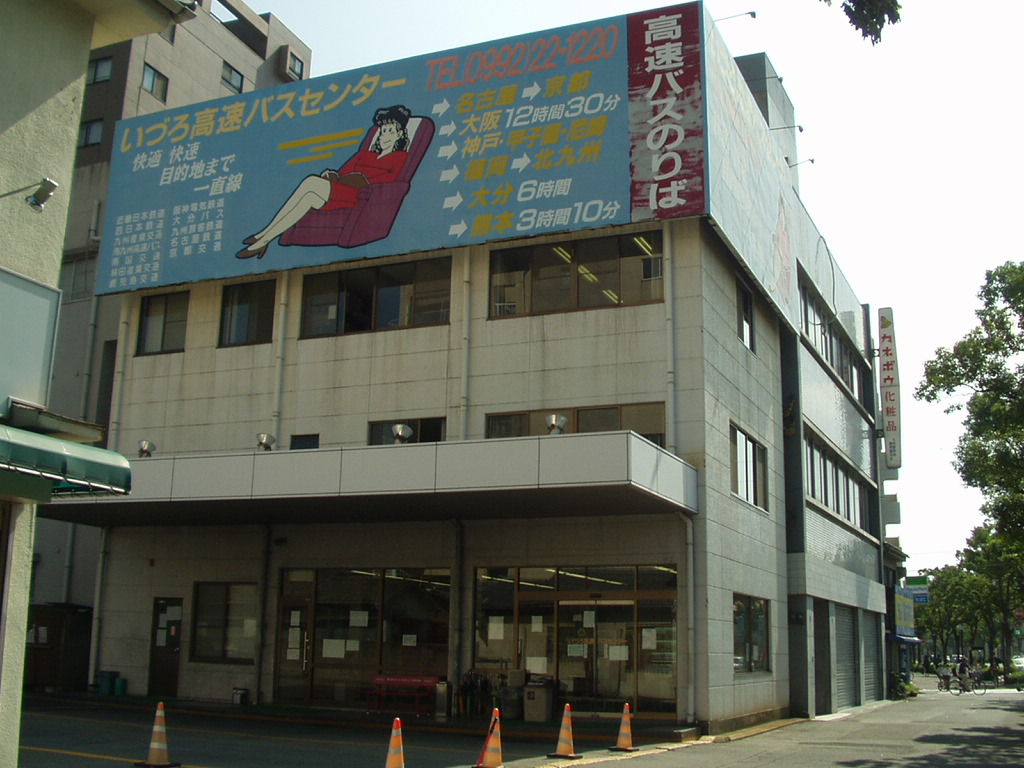
いづろ高速バスセンター

いづろ高速バスセンター（いづろこうそくバスセンター）は、鹿児島県鹿児島市大黒町にかつて存在したバスターミナルである。
いわさきバスネットワークが管理しており、鹿児島県内を発着する長距離高速バスが発着していた。2009年3月31日の出発をもって廃止され、鹿児島本港高速船ターミナルに高速バス案内所を移し、後を引き継いだ。

## 概要
鹿児島有数の繁華街である天文館の近くに立地しており、長距離高速バスが発着していた。一般路線バス、及び県内のみを運行する高速バスは、当バスターミナルではなく、天文館に立地する山形屋バスセンター、及び鹿児島中央駅前をかつて発着していた。
当バスセンターはいわさきバスネットワークの管理で、乗車券発券所・トイレ・洗面所・待合室・コインロッカー・自販機などの設備があり、コインシャワーもあった。
廃止理由として、手狭になったこと、高速天文館バス停が近くにあったこと、乗船客が都市間で利用して欲しいなどの理由により。

## 鹿児島本港（高速船ターミナル）バス停へ移った路線
※【】内は運行会社。（）内は行き先。桜島号以外はいわさきバスネットワークは運行に携わらないが、予約・発券業務は行っていた。
- 桜島号（福岡：西鉄天神BC・博多交通C）【いわさきバスネットワーク・南国交通・西日本鉄道（西鉄高速バス）・JR九州バス】
  - 当バスターミナルを発着する、いわさきバスネットワークが運行に携わっていた唯一の路線であった。[2]
- トロピカル号 (大阪 - 鹿児島線)（大阪：あべの橋バスステーション（天王寺））【近鉄バス】
  - 運行開始当初は鹿児島交通[3]も運行に携わっていた。
- トロピカル号 (大分 - 鹿児島線)（大分：金池ターミナル）【大分バス】
  - 運行開始当初は鹿児島交通も運行に携わっていた。
- トワイライト神戸号（兵庫・大阪：神戸三宮・阪神尼崎）【九州産交バス】
  - 運行開始当初は鹿児島交通も運行に携わっていた。現在は路線廃止。
- きりしま号（熊本：熊本交通C）【九州産交バス】
  - 2008年10月10日～2009年3月31日の試験運行。同年4月1日より「きりしま号」として鹿児島本港発着で本格再運行開始。その際にいわさきバスネットワークと南国交通も運行に加わっている。

## かつての発着路線
※【】内は運行会社（いずれも乗り入れ終了時点での会社名を記す）。（）内は行き先。
- 南洲号（京都：京都洛西）【京都交通（現京阪京都交通）・鹿児島交通・南国交通・林田バス】
  - 1992年12月1日に廃止。
- 隼人号（北九州：砂津バスセンター）【西日本鉄道・鹿児島交通・南国交通・林田バス】
  - 1992年12月1日に廃止。
- 錦江湾号（名古屋：名鉄バスセンター）【名古屋鉄道・鹿児島交通・南国交通・林田産業交通】
  - 1996年12月1日に廃止。
- はいびすかす号・きりしま号（熊本：熊本交通センター）【前者が南九州高速バス・後者が九州産業交通（現九州産交バス）】
  - 2004年3月12日に廃止。
- はまゆう号（宮崎：宮交シティ・宮崎駅）【宮崎交通・南九州高速バス[4]】
  - 2004年3月11日を以って乗り入れを終了し、「天文館」始発着に短縮（路線自体は2021年3月31日を以って運行休止）